# 大林鎮 (台灣)
大林鎮位於臺灣嘉義縣北部，南接民雄鄉，西鄰溪口鄉，東鄰梅山鄉，北鄰雲林縣大埤鄉、斗南鎮、古坑鄉，面積約64平方公里，為嘉義縣北方的門戶及地方中心，為梅山鄉之玄關。近年開始興建大埔美精密機械園區對於地方發展及人口成長，有相當大的影響。由於當地設有大林慈濟醫院提供醫療服務，鎮上平日流動人數比例逐漸成長，並與緊臨之嘉義都會區屬同一生活圈，鎮內往嘉義都會區內之通勤比例相當高。

## 歷史

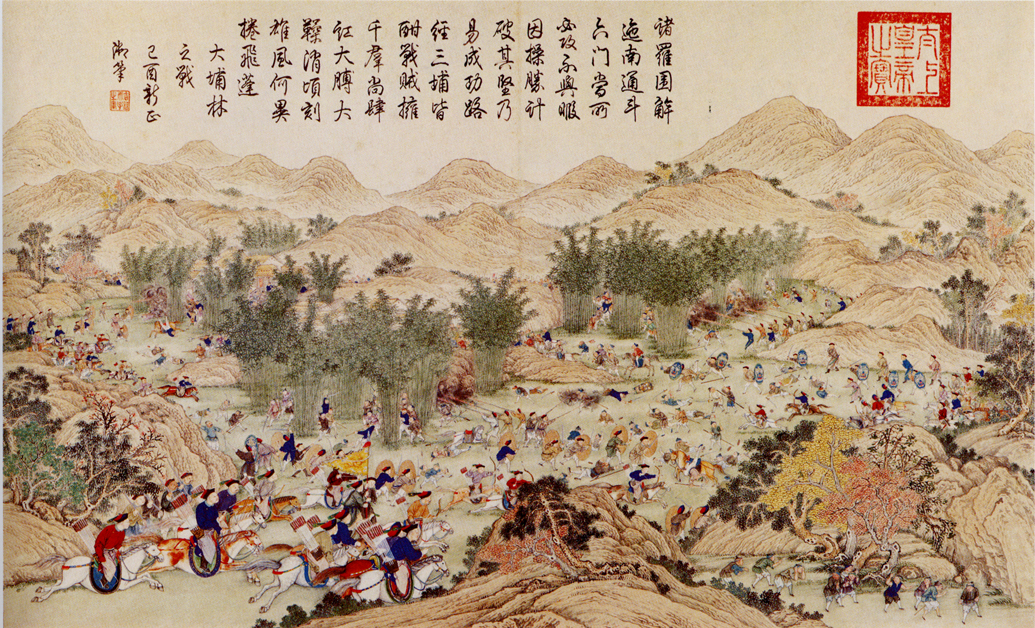
乾隆《平定台灣得勝圖》之「大埔林之戰」

大林鎮舊名為「大莆林」、「大埔林」，此地名之由來有兩種說法，一種說法係指本地在開墾初期乃為廣大的森林地帶，故有此稱；另一種說法為往昔此地有來自潮州府大埔之林地的移民，而有此稱。後來才改為『大林』。
於清康熙年間由薛大有率眾來此墾拓居住，居民祖先多從福建漳泉二地及廣東潮州渡海遠來，陸續發展成聚落，清廷設衙門於此，商店舖愈來多，並有傳教士至此建立多座天主教堂，相當的繁榮，成為大莆林的穀倉。後來蔡貓東率領農民在三角仔東北端建築水壩，引石龜溪上游溪水，以灌溉三角仔、潭墘、橋仔頭、大湖等數庄農田。
1787年（乾隆52年），臺灣爆發林爽文事件，乾隆帝命福康安率軍入臺平亂，清軍先後與林爽文激戰於諸羅、斗六門及大埔林等地。
1920年台灣地方改制，於10月1日本地設置「大林庄」，1943年10月1日升格為「大林街」，隸屬台南州嘉義郡管轄。1946年（民國35年）設置台南縣嘉義區大林鎮，1950年10月25日行政區域調整改為嘉義縣大林鎮至今。

## 人口
根據嘉義縣民雄戶政事務所統計，2024年底大林鎮戶數約1.2萬戶，人口約3萬人，鎮內人口最多與最少的里分別是平林里與大糖里，2024年底兩里人口分別為6,974人與172人，其中平林里是嘉義縣人口最多的里，在嘉義縣所有村里中則排行第三位；人口密度最高與最低的里分別是東林里與中坑里，2024年底兩里人口密度分別為每平方公里12,478人與101人。與嘉義縣其他地區相同，大林鎮面臨嚴重人口老化與少子化的問題，2024年底時，大林鎮人口中0至14歲人口佔比僅有8.85%，15至64歲人口佔比66.58%，65歲以上人口則佔比24.57%，老化指數約為277.67%。

## 政治

### 歷任首長
| 任次 | 姓名   | 政黨       | 備註                                                         |
| ---- | ------ | ---------- | ------------------------------------------------------------ |
| 1    | 江瑞麟 |            |                                                              |
| 2    | 江瑞麟 |            |                                                              |
| 3    | 周振興 |            |                                                              |
| 4    | 周振興 |            |                                                              |
| 5    | 簡德卿 | 中國國民黨 |                                                              |
| 6    | 簡德卿 | 中國國民黨 |                                                              |
| 7    | 王嘉殷 |            |                                                              |
| 8    | 王嘉殷 |            |                                                              |
| 9    | 徐振昆 | 中國國民黨 |                                                              |
| 10   | 徐振昆 | 中國國民黨 |                                                              |
| 11   | 江宏謨 | 中國國民黨 |                                                              |
| 12   | 簡和清 | 中國國民黨 |                                                              |
| 13   | 林金敏 | 無黨籍     |                                                              |
| 14   | 簡和清 | 中國國民黨 |                                                              |
| 15   | 李秀美 | 民主進步黨 | 鎮長選舉賄選判刑去職                                         |
| 16   | 黃貞瑜 | 民主進步黨 |                                                              |
| 17   | 黃貞瑜 | 民主進步黨 | 2017年4月7日轉任嘉義縣農會總幹事，縣府派嘉義縣議員葉和平代理 |
| 代理 | 葉和平 |            |                                                              |
| 18   | 簡志偉 | 無黨籍     | 原為國民黨籍，2016年11月17日宣布退出中國國民黨               |
| 19   | 許有疆 | 民主進步黨 | 現任。                                                       |

### 鎮政組織
大林鎮公所是大林鎮最高層級的地方行政機關，在中華民國政府架構中為鎮自治的行政機關，同時負責執行縣政府及中央機關委辦事項，大林鎮的自治監督機關為嘉義縣政府。鎮長由全體鎮民直接選舉產生，任期為四年，可連選連任一次。大林鎮公所並置鎮政會議，為鎮政最高決策機構，在鎮長之下，設有5課4室等9個內部單位及4個附屬機關。
大林鎮民代表會是大林鎮的最高民意機關，代表大林鎮全體鎮民立法和監察鎮政。鎮民代表由公民直選選出，任期為四年，可連選連任。大林鎮民代表會共有11位鎮民代表，分別為第一選區6席鎮民代表、第二選區5席鎮民代表，主席、副主席由11位鎮民代表互選產生。

### 行政區
大林鎮轄下共有個21里，分列如下：
- 三村、大美里、內林里、平林里、西結里、明華里
- 三角里、大糖里、中林里、吉林里、東林里、排路里
- 三和里、上林里、中坑里、西林里、明和里、湖北里
- 義和里、溝背里、過溪里

### 警政治安
- 嘉義縣警察局民雄分局
- 大林分駐所
- 溝背派出所
- 大美派出所

## 產業
產業發展目前以第一級產業為主，種植稻米、鳳梨、甘蔗與蘭花。目前配合當地主要原始產業與因應全球產業分工化的體制下，以發展高科技農業與觀光農業為目標，來提升產業競爭能力。大林鎮也出產蘭花，素有「蘭花之鄉」之稱。產業結構以農林漁牧業為主，其次為社會及個人服務業。商業型態則以消費型零售性質者為主,近年來也以當地出產的米和蝴蝶蘭等精緻農業塑造[米蘭小鎮]為文創觀光特點
大林鎮北勢文化發展協會自2003年提出「時光生態綠廊」規劃案，以大林糖廠廢鐵道為基礎，透過空間改造串聯沿線大糖、湖北、三村和三角等社區的等，開發融合在地產業、自然生態和人文記憶的景觀，並打造一條全長八公里，結合農村慢遊特色的觀光自行車道。
嘉義縣政府欲使產業進行升級，並且帶動大嘉義地區的發展，大力推展「大埔美智慧型工業園區」、「馬稠後工業區」，並視為改善大嘉義地區產業的機會。
地方推動「大埔美智慧型工業園區」為重要生產基地，藉以吸引大台中地區的許多機械業大廠及光學業廠商，以打造機械業產業鏈生產帶(台中-嘉義)為特色，其可分成一、二期，大埔美智慧型工業園區總面積約439公頃。
「大埔美智慧型工業園區」一期面積為353公頃，預計在2013年整地完成，並且在同年底交地給予廠商，其中東徽、上銀、和大、程泰、高鋒、亞崴等機械業廠商，預計在未來4年內，將進駐園區建廠，同時也為廠商們建廠高峰期。
「大埔美智慧型工業園區」二期，二期面積86.01公頃，也在2012年底完成開發商的甄選，並且發包施工中，預計2016年交地給予廠商。
「大埔美智慧型工業園區」的開發工程，確立大林地區朝向工業化，目前園區內就業人數約有3000人左右，並且吸引不少在地人前往就業中。
目前雖然仍以第一級為主，但產業型態已逐漸改變
在預見的未來中，其發展將以工商業為主，農林牧業為次之。

### 農業特產
- 烏殼綠竹筍
- 蝴蝶蘭
- 文心蘭

### 工業
- 大埔美精密機械園區

### 金融機構
- 彰化銀行大林分行
- 京城銀行大林分行
- 中華郵政大林郵局、大林中山路郵局、大林大埔美郵局
- 大林鎮農會信用部

## 文化

### 地方人文
境內居民多係來自福建漳州或泉州兩州及廣東移民後裔，故仍存閩粵風尚農村習俗，大林鎮曾為嘉義「首富」之區，但經濟型態仍停留農業經濟地區。大林鎮人口以「簡」「江」為大姓。戰後受台灣糖業公司與大林製糖二廠之賜，人口雲集、工商繁榮，但由於台灣產業朝向高科技工商業化，境內工商業發展受限制，故80~90年代開始人口逐年外流。幸而，1996年南華大學的設立帶來大批的學生，2000年佛教慈濟綜合醫院設立分院，2004年臺灣糖業公司大林生技廠設立，2007年崇仁護專的設立分校，2009年「大埔美智慧型工業園區」設立等，經濟型態與風土民情正在改變中。
2016年，在大林鎮長黃貞瑜推動下，大林鎮通過「國際慢城認證」，成為台灣西部地區第一個通過慢城認證的城鎮。

### 宗教信仰
道教：
安霞宮，主祀：開漳聖王。據傳在清朝同治四年（1865年）時，嘉義地區大旱成災，疾疫流行。適有中林部落陳老者由漳州迎來開漳聖王，大顯神通，無不靈驗。
金林寺，主祀：觀音佛祖。金林寺的前身是新蓮庵，創建於清朝道光五年（1825年），據說當時村民江岸中因身染重疾，四處求醫，藥石罔效。經人介紹往嘉邑山仔頂王田觀音庵，祈求菩薩療祐，藥到病除，他感激神恩，乃在此地興建佛寺，廟落成之後命名為新蓮庵。明治三十九年（1906年）諸羅地方之大地震使寺廟倒塌，該廟管理人江善、簡意等人募建成坐北向南簡陋之廟宇，至日本大正九年（1920年）重建成坐西向東的廟宇，並改名金林寺，後於民國六十三年（1974年）再次重建至今。
紫玄保宮，主祀：觀音佛祖、玄天上帝、保生大帝。建立於日本明治三十三年（1900年），原名「紫蓮庵」。主神之一的觀音佛祖，係由毀於火災之大埔林觀音亭紫蓮庵移駕而來，因此稱為紫蓮庵。1989年，更改為現廟名。
朝傳宮，主祀：天上聖母。
紫德宮，主祀：保生大帝。
天德寶宮妙修堂，主祀：三恩主 關聖帝君、孚佑帝君、司命真君。分香至彰化縣員林市妙化堂。
隆天宮，主祀：雷府千歲。相傳雷府千歲係奉九天玉皇上帝旨意，在清朝乾隆皇帝弘曆年間出雷部濟世救世，西元1735年至今。
天武宮，主祀：北極玄天上帝。源於清朝乾隆初年，先民自中國大陸攜北極玄天上帝神尊渡海來臺，輾轉定居於嘉義縣大林橋子頭。每年農曆三月初九、初十與鄰近五村莊：溝背、義和、內林、橋子頭、潭墘等，共同迎請梅山玉虛宮北極玄天上帝聯合遶境賜福與恭祝北極玄天上帝聖誕萬壽，為大林當地年度盛事。
金虛宮，主祀：北極玄天上帝。每年農曆三月初十會迎請梅山玉虛宮北極玄天上帝蒞臨遶境賜福。
善興宮，主祀：松樹尊王。每年農曆三月初九、初十與鄰近五村莊：溝背、義和、內林、橋子頭、潭墘等，共同迎請梅山玉虛宮北極玄天上帝聯合遶境賜福與恭祝北極玄天上帝聖誕萬壽，為大林當地年度盛事。
文魁宮，主祀：北極玄天上帝。
玄濟宮，主祀：北極玄天上帝。
天后宮，主祀：天上聖母。原在大林鎮施姓宗祠內供奉，「媽祖金身」是由清朝施瑯將軍護軍鑑來台恭請而來，年代已久遠，由施姓子孫供祀至今。因媽祖神威靈應，建廟奉祀。
廣澤尊王廟，主祀：廣澤尊王。
朝天宮，主祀：天上聖母。
基督教：
大林基督長老教會
大埔美基督長老教會
真耶穌教會大林教會
大林榮光堂好厝邊教會
大林鎮召會

## 教育

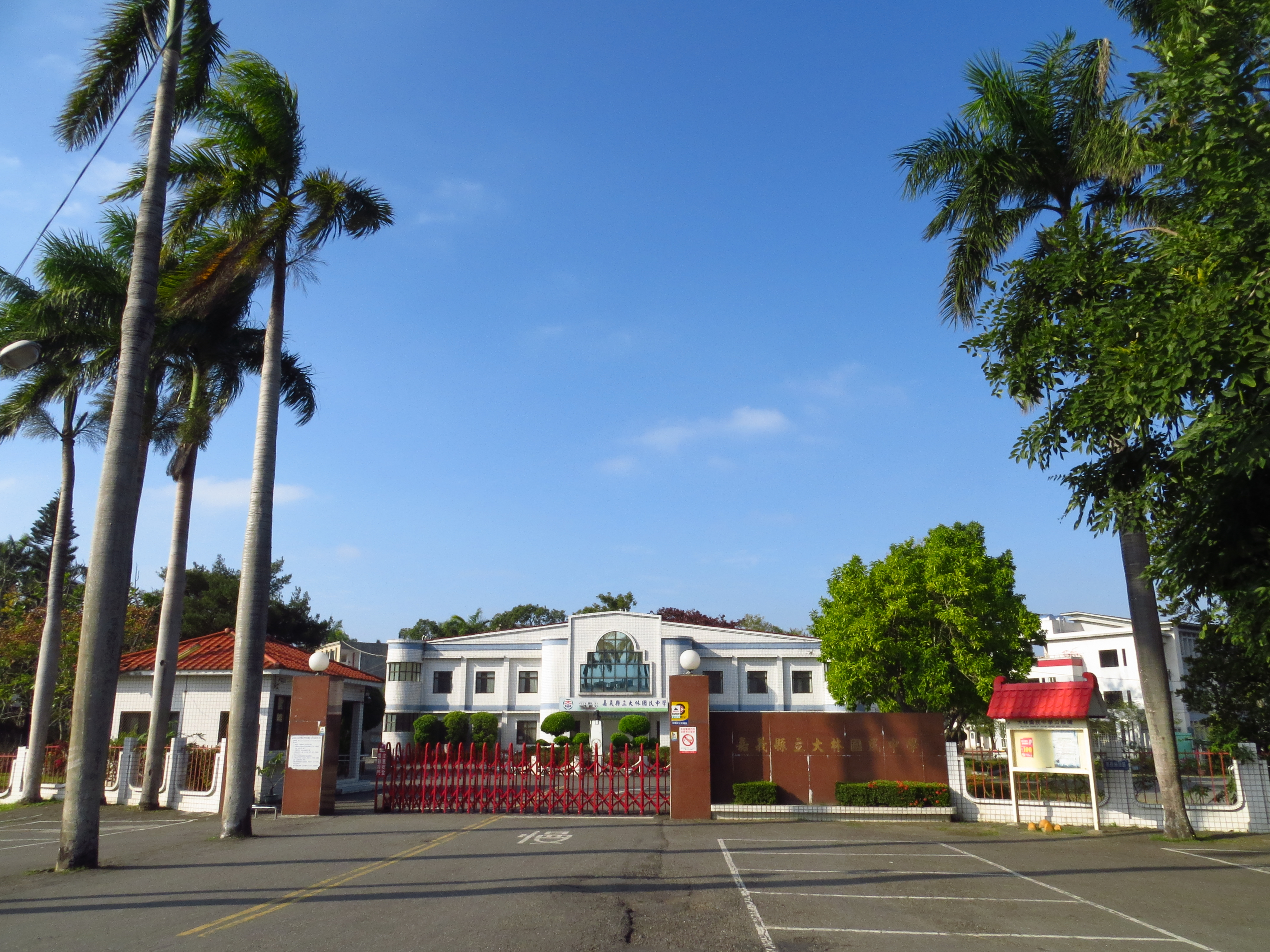
嘉義縣立大林國民中學
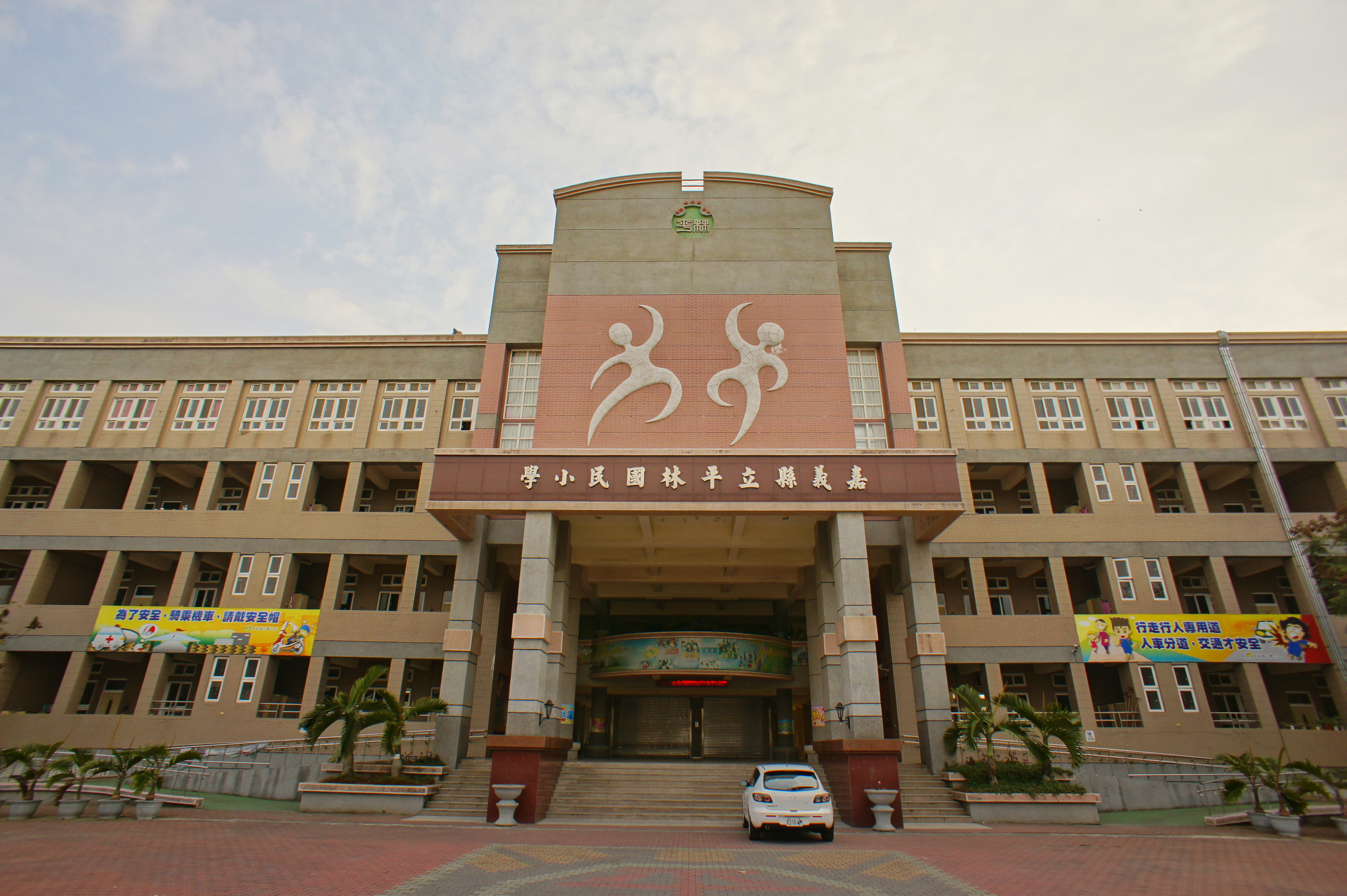
平林國民小學

### 大專院校
- 南華大學
- 崇仁醫護管理專科學校大林校區

### 國民中學
- 嘉義縣立大林國民中學

### 國民小學
- 嘉義縣大林鎮大林國民小學
  - 嘉義縣大林鎮大林國民小學排路分校
- 嘉義縣大林鎮中林國民小學
- 嘉義縣大林鎮社團國民小學
- 嘉義縣大林鎮三和國民小學
- 嘉義縣大林鎮平林國民小學

## 醫療院所

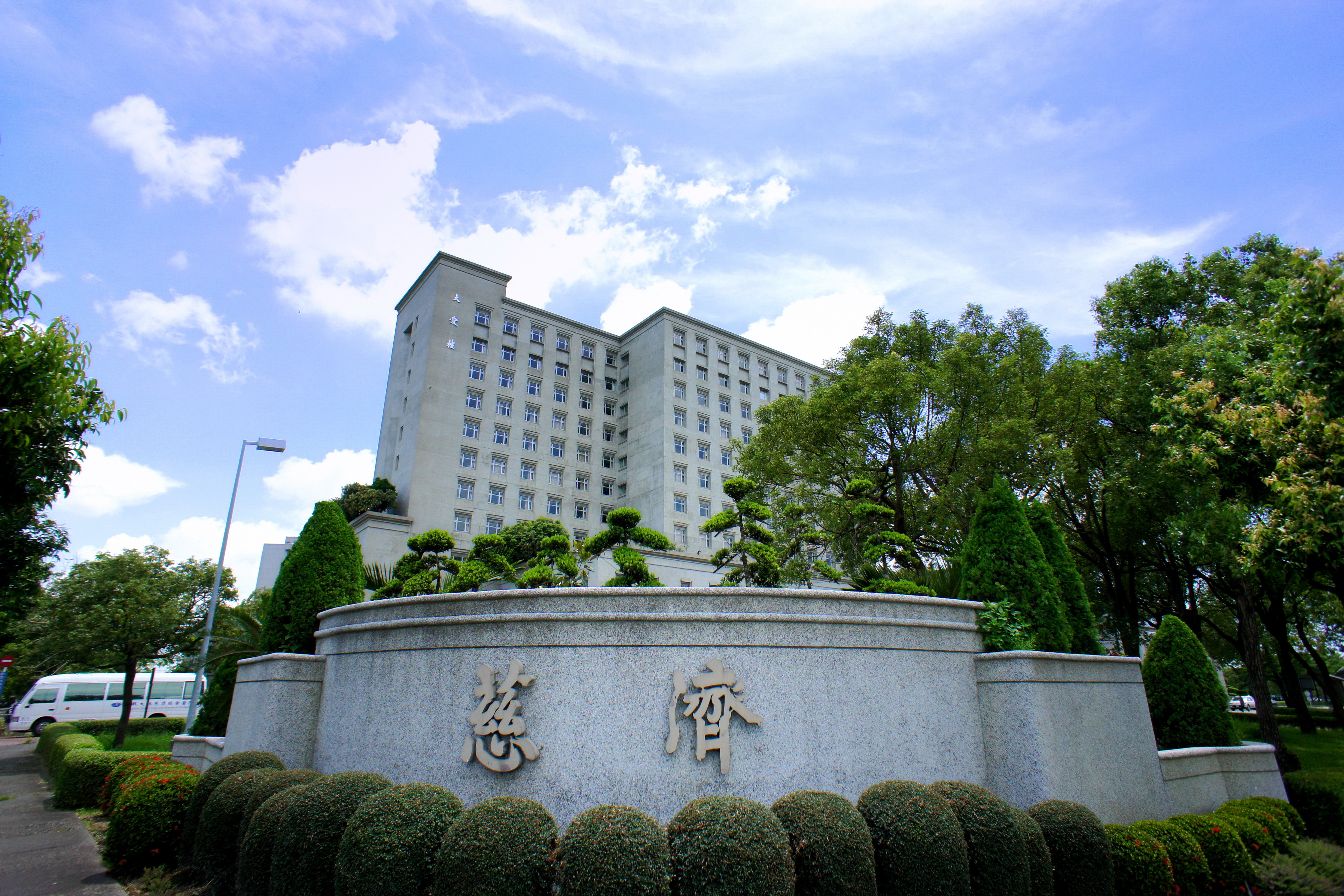
大林慈濟醫院
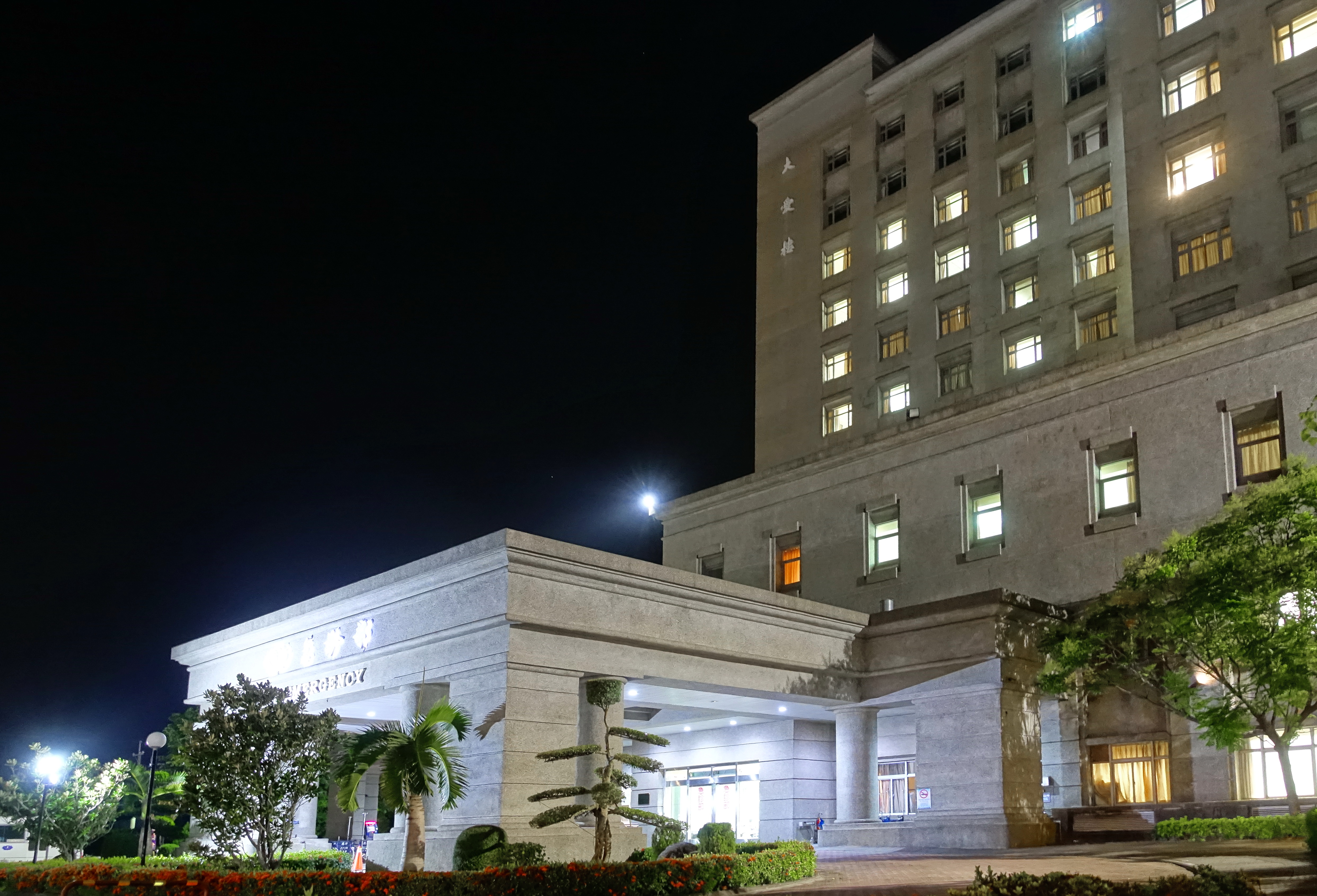
大林慈濟醫院急診入口
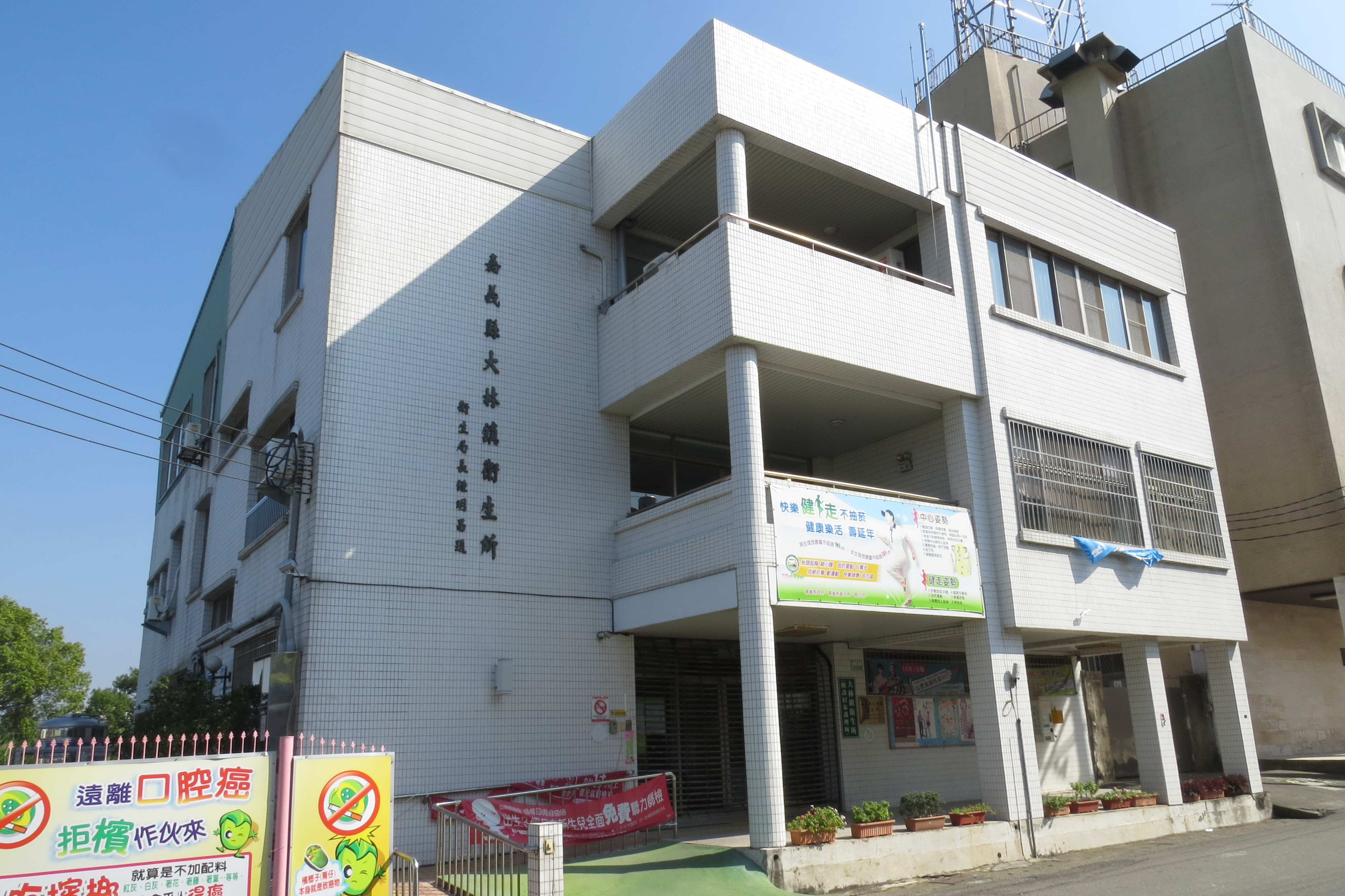
大林鎮衛生所

- 大林慈濟醫院
- 大林慈濟醫院急診入口
- 大林鎮衛生所

## 交通

### 鐵路

#### 臺灣鐵路

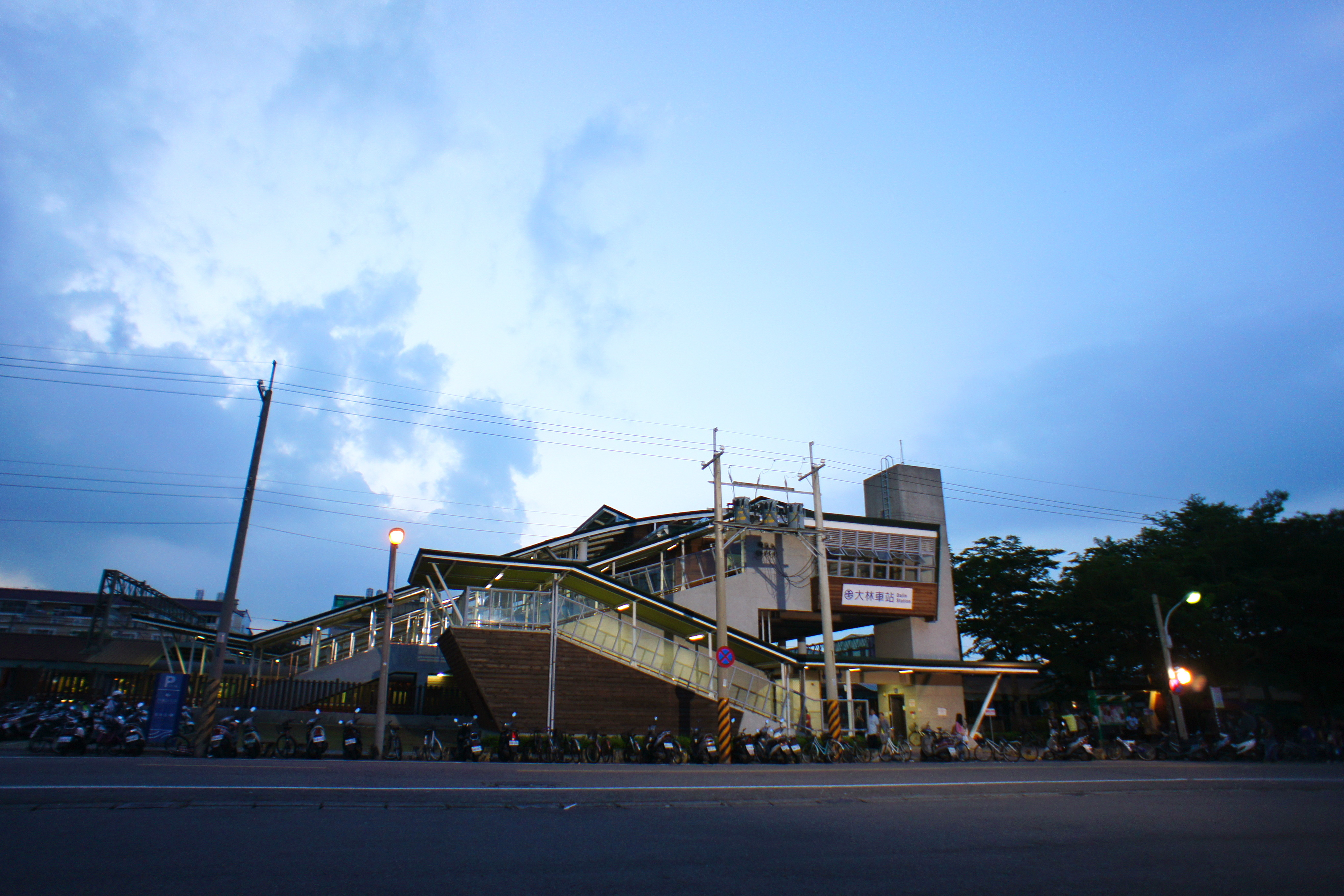
大林車站的後站

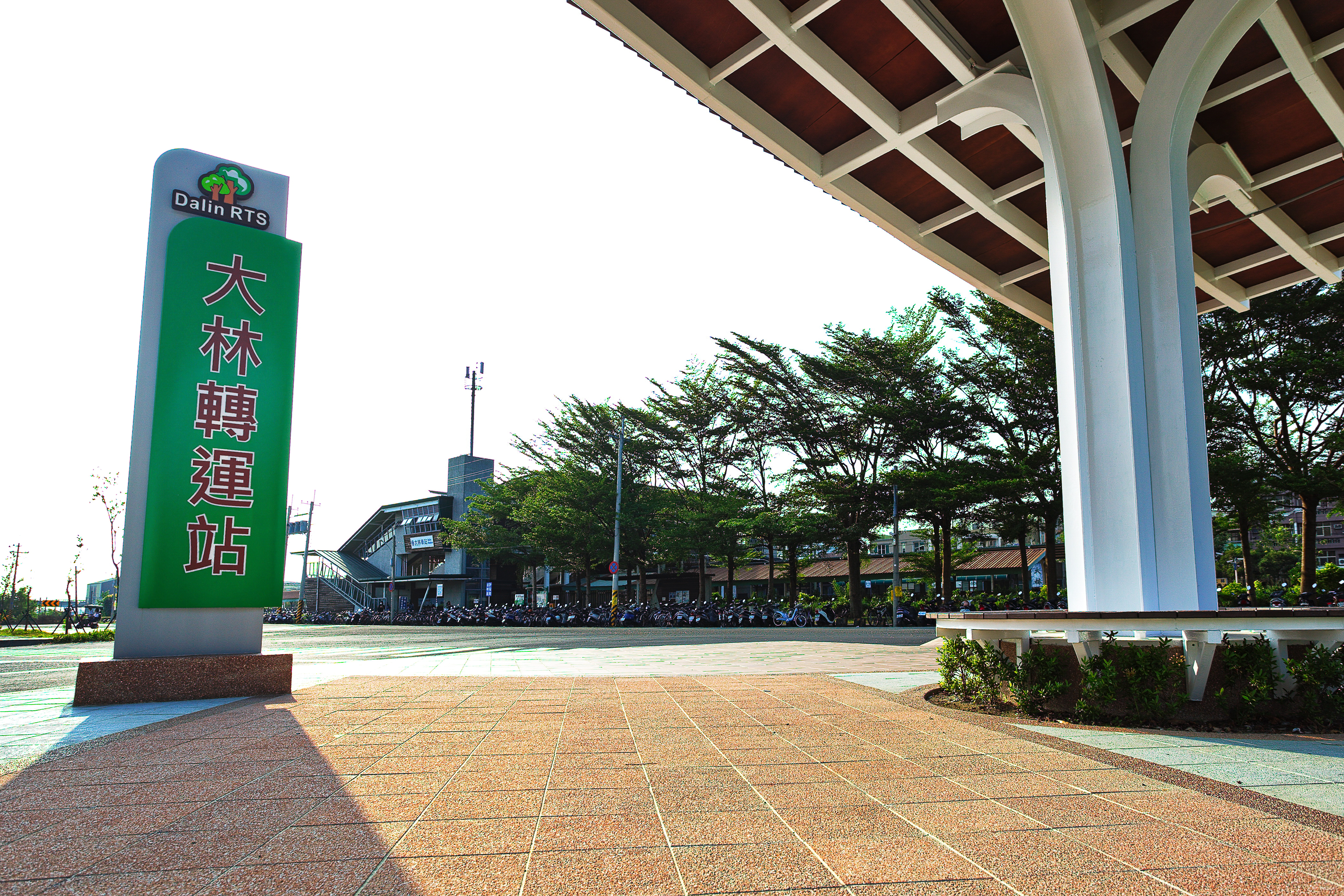
位於大林車站後站的大林轉運站

- 縱貫線：大林車站

#### 臺灣糖業鐵路
- 小梅線是日治時代新高製糖株式會社興建的營業線之一，通行於大林、大林糖廠、小梅之間的糖鐵，於1913年12月29日運輸營業開始，後合併於大日本製糖株式會社，戰後由台灣糖業公司接收，客運業務在1961年廢止。由於路線可達北港，便於北港朝天宮進香，當時亦以「進香鐵道」之名招攬旅客。目前已無遺跡，僅殘留車站北邊路段的三軌線，舊鐵道改為自行車道。

### 公車資訊
- 統聯客運
  - 1618 台北－嘉義
  - 1638 台北－東石
  - 7005 台北－民雄
- 員林客運
  - 6880 嘉義－西螺
- 臺西客運
  - 7135 梅山－中坑－大林
  - 7700 嘉義－斗六（與嘉義客運聯營）
  - 7701 嘉義－麥寮（與嘉義客運聯營）
- 嘉義縣公車處
  - 7304 嘉義－大林－梅山
  - 7306 梅山－雙溪－民雄
  - 7307 梅山－溝背－北港
  - 7309 嘉義－中正大學－南華大學
  - 7315 嘉義－瑞峰
- 嘉義客運
  - 7700 嘉義－斗六（與臺西客運聯營）
  - 7701 嘉義－麥寮（與臺西客運聯營）
  - 幸福大林1路 環狀西線
  - 幸福大林2路 環狀東線
- 台一大車隊（小黃幸福巴士）
  - 109 高鐵嘉義站－民雄火車站－大林轉運站－大埔美

### 公路
- 中山高速公路
  - 250 大林 大林交流道
- 福爾摩沙高速公路
  - 279 梅山 梅山交流道
- 台1線：斗南鎮/大埤鄉－大林鎮－民雄鄉
- 縣道162號：溪口鄉－大林鎮－梅山鄉
- 縣道162乙線：大林鎮－民雄鄉

### 其他
- 為服務大林、民雄、溪口、梅山等地居民，嘉義縣政府於大林火車站後站闢建「大林轉運站」作為公路客運在北嘉義的轉乘點，已於2017年啟用，目前除了嘉義客運及臺西客運進駐之外，大林慈濟醫院接駁車、南華大學校車及大林鎮幸福巴士皆會停靠於此[13][14]。

- 嘉義縣政府為納管原位於國道1號大林交流道旁的國道客運臨時站，並解決周圍公有土地受違章建築占用等問題，向中央政府爭取興建「大林驛站」作為大林交流道旁的交通轉運中心，已於2022年初竣工啟用[15]。

## 旅遊
- 佐登妮絲城堡
- 老楊方城市觀光工廠

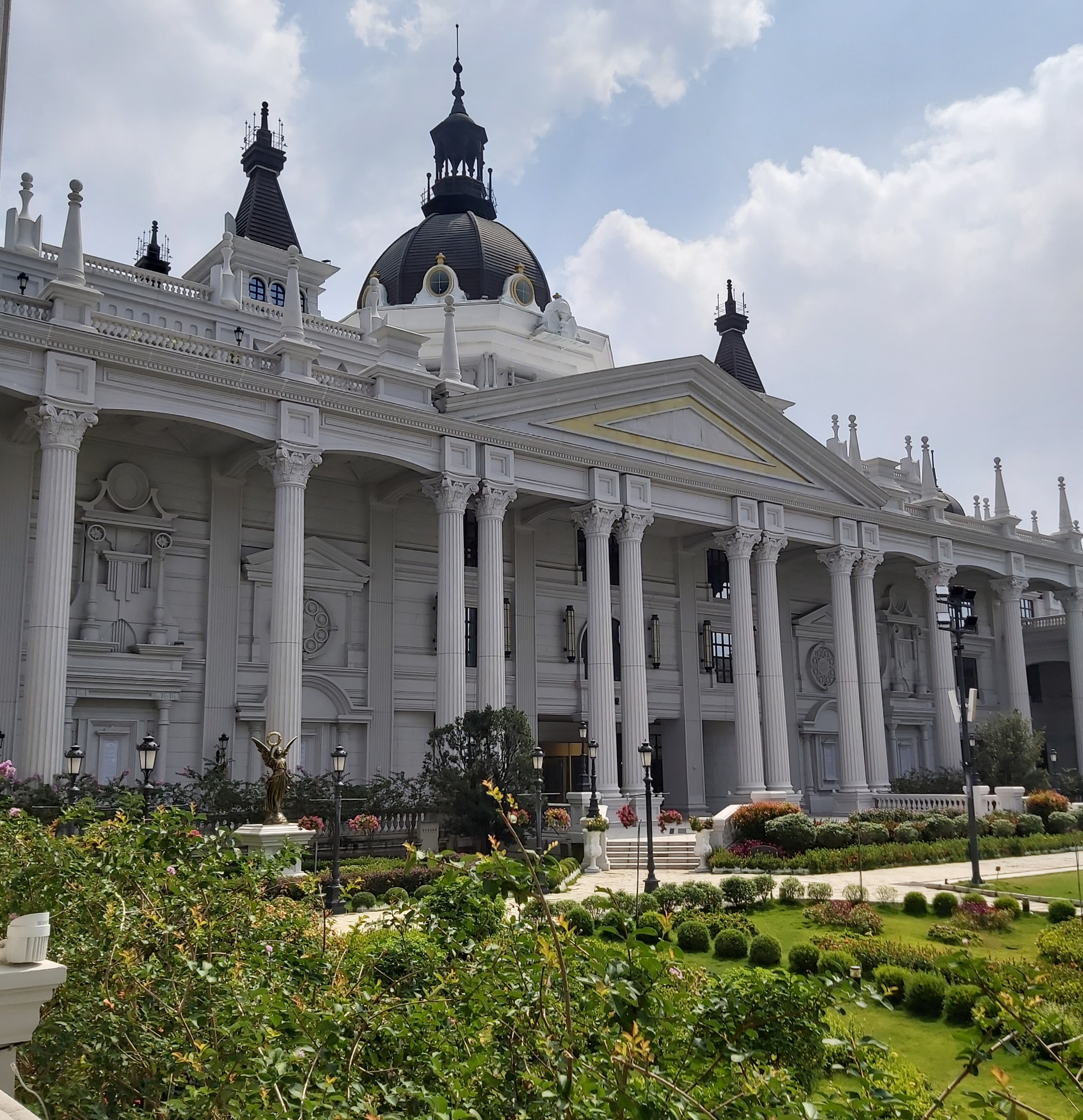
佐登妮絲城堡

- 大林糖廠：設立於西元1908年9月，戰後改名為「台灣糖業有限公司大林糖廠」；目前雖糖業產業沒落，但推廣觀光將「時光生態綠廊」規劃案大林糖廠廢鐵道為規劃基礎，從嘉義大林糖廠到三角里社區，全長8公里，目前為觀光自行車道起點與核心地標。[16]
- 諾得健康休閒生態園區。
- 大林自行車道：車道以大林糖廠為起點，經大糖里、湖北里、穿越台一線省道稱為「別有洞天」的涵洞，再經三村里，到達三角里北勢社區，全長約7公里[17]。
- 昭慶禪寺
- 隆天宮：古蹟廟宇，位於大林鎮義和里，主要供俸的是雷府千歲。
- 大林阿彌陀佛碑：與大莆林水鬼傳說有關。
- 大林安霞宮
- 大林萬國戲院

- 苓雅寮鐵路橋

## 外部連結
- 大林鎮公所（页面存档备份，存于）